# 이와쿠니성

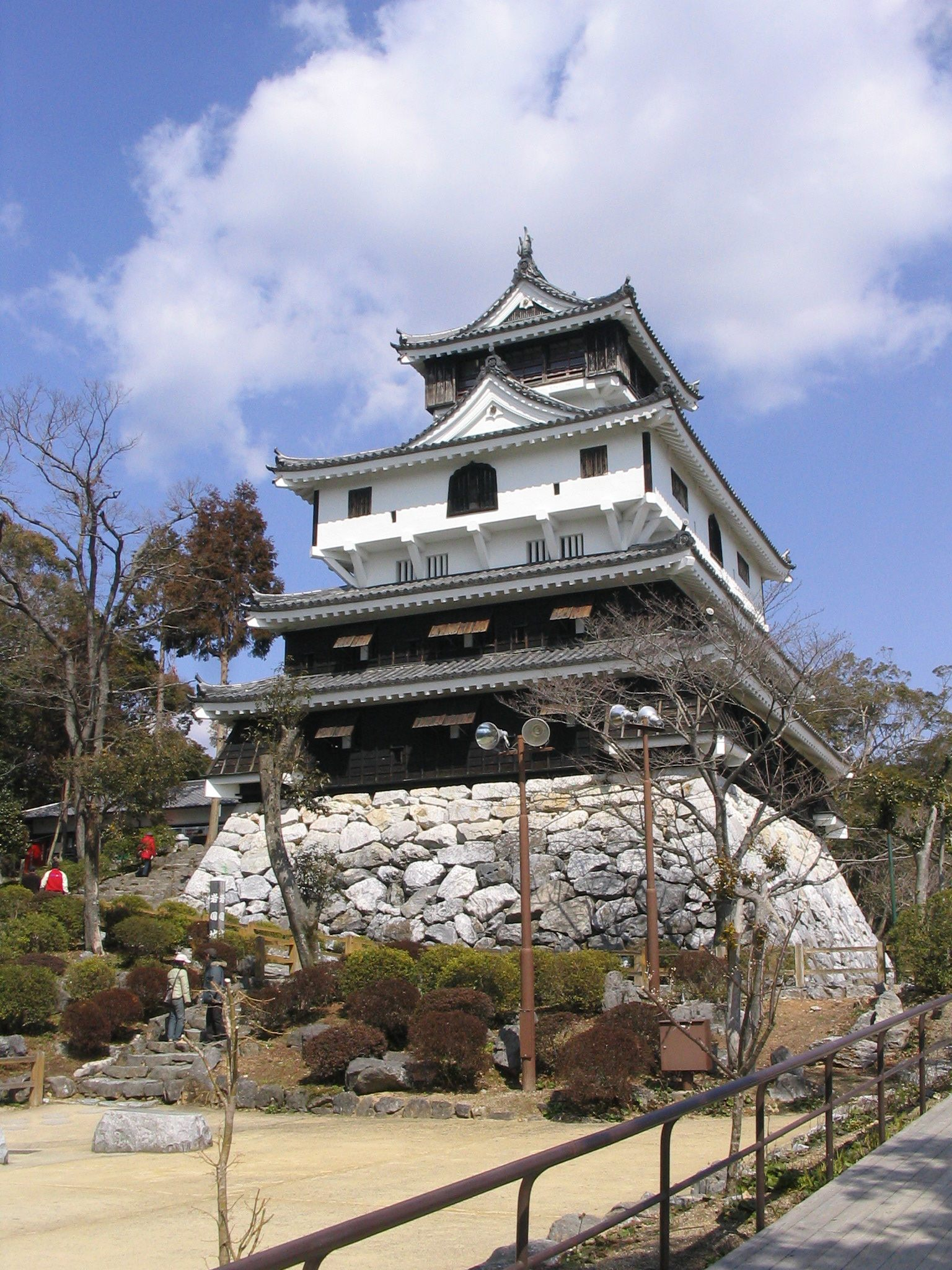
이와쿠니 성의 천수

이와쿠니성(일본어: 岩国城)은 야마구치현 이와쿠니시 요코야마 산에 있는 연곽식 산성이다. 요코야마 산에 축성하였기 때문에 요코야마성(横山城)이라는 이명을 가지게 되었다.

## 개요
이와쿠니 성은 산성인 요코야마 산성과 산기슭에 거관인 도이(土居)로 구성되어 있다. 에도 시대 초기에는 이와쿠니 령의 거성으로 사용되었다. 폐성후에는 도이가 진야로서 존속했다. 성하 마을과 성 사이에는 니시키가와 강이 있어 긴타이 다리(錦帯橋: 금대교)가 놓여있다. 성하 마을은 이 긴타이 다리를 기준으로 정비되었다.

## 역사
에도 시대
1600년 세키가하라 전투에서 패한 모리 데루모토는 영지가 대폭 삭감되어 히로시마성에서 하기성으로 이봉되었다. 동시에 데루모토의 사촌 깃카와 히로이에도 요나고 성에서 이와쿠니 3만석에 이봉되었다.
1601년 깃카와 히로이에는 이와쿠니에 부임하였고, 성을 축조하기 시작했다. 산기슭에는 거관이 도이를 두었고, 전시를 대비하여 요코야마 산에는 산성을 축조하였다. 축성에는 8년의 세월이 걸렸고, 먼저 1602년 거관인 도이가 완성되었다. 도이가 완성된 것과 거의 동시에 요코야마 산에 성을 축조하기 시작했다. 1608년 산성도 완성되어 혼마루에 4층6계인 천수가 지어졌다.
그러나 완성된 지 불과 7년 만인 1615년 막부의 일국일성령이 반포되었고, 요코야마 산성은 파각되어 폐성되었다. 스오 국에는 이와쿠니 성만 존재했지만, 조후번의 모리 히데모토의 거성인 구시자키 성의 폐성이 인정받지 못해 어쩔수 없이 파각했어야 했다. 그 후, 산기슭의 도이는 이와쿠니 령의 진야로 사용되었다. 혹은 1868년 이와쿠리 령이 정식으로 번으로 인정된 후, 진야로서 메이지 유신까지 존속되었다.
이와쿠리 령은 본번인 조슈번으로부터 독립된 지번으로 인정받지 못한 채 깃카와 가문은 다이묘가 아닌 모리 가문의 가신으로 취급받았다. 이는 세키가하라 전투 때 깃카와 가문이 보인 행동이 모리 가문 내에서 정당한 평가를 받지 못하고 모리 가문을 배신한 행동으로 평가한 것이 컸다. 이와쿠니 령이 번으로 인정받은 해는 에도 시대 말기인 1868년이었고, 3년 뒤인 1871년 폐번치현으로 폐번되었다. 겨우 3년 동안만 정식 번으로 존재했었다.
메이지 시대 이후
1885년(메이지 18년) 거관 도이 터가 깃코 공원(吉香公園)으로 정비되었고, 해자 주변에 에마도 인 기운카쿠(錦雲閣)를 건립하였다. 1962년(쇼와 37년) 혼마루 남쪽에 4층6계의 천수가 남만즈쿠리으로 복원되었다. 이는 천수에서 바라본 경관을 중시해 지어진 것으로 본래 천수가 존재했던 장소는 아니다. 본래 천수가 있던 장소는 현재 세워진 천수의 약 50m 북쪽에 위치했었다. 1995년(헤세 7년) 천수대를 발굴복원하였다. 2006년(헤세 18년) 4월 6일 일본 100대 명성에 선정되었다. 2007년(헤세 19년) 산 위와 깃코 공원이 있는 산기슭 사이에 케이블카가 설치되었다.

## 남아있는 건조물
현재 산 위에는 석벽과 빈 해자의 흔적이 남아있다. 또, 성의 축성과 동시에 만들어졌다는 큰 우물 오쓰루이(大釣井)가 존재한다. 용도는 성의 비상탈출구라고 한다. 성주의 거관인 진야 터는 현재 깃코 공원의 중심에 있다. 성의 부속건물은 아니지만, 18세기 후반에 지어진 쇼메이칸(昌明館)이 현존해 있다. 현재 깃카와 사료관으로 활용되어 깃카와 가문과련 자료를 전시하고 있다.

## 관광
교통

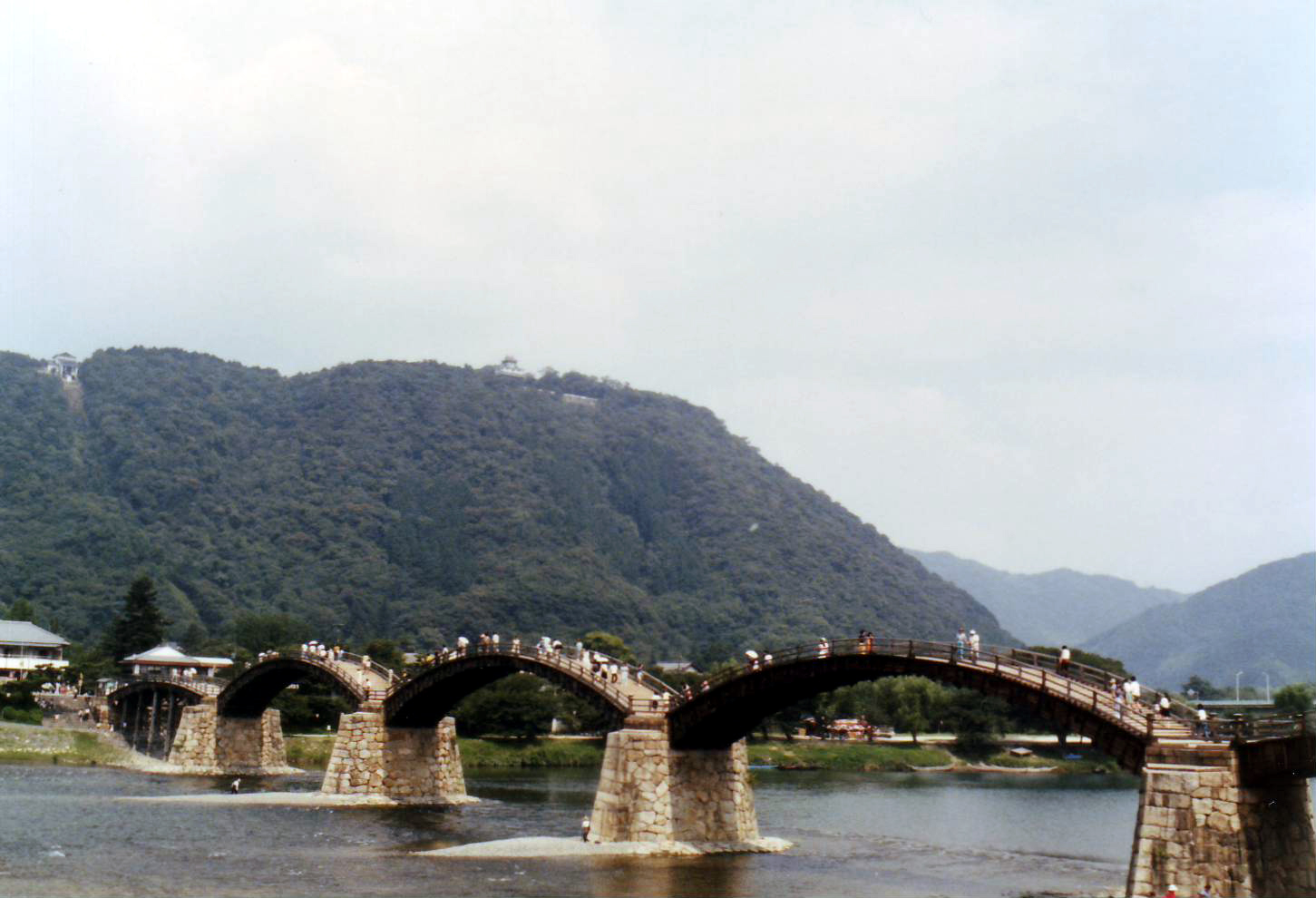
긴타이 다리(錦帯橋)

- JR 서일본 신이와쿠라 역에서 버스로 환승〈긴타이 다리(錦帯橋)〉에서 하차, 도보로 10분소요.
- JR 서일본 이와쿠라 역에서 버스로 환승〈긴타이 다리(錦帯橋)〉에서 하차, 도보로 10분소요.
- JR 서일본 가와니시 역에서 하차, 도보로 20분소요.

주변 문화시설 및 관광명소
- 긴타이 다리
- 깃코 공원
- 이와쿠니 미술관
- 시노하치만 궁
- 우노 지요 생가
- 백사 관람시설 - 천연기념물
- 가마우지 낚시

## 같이 보기
- 깃카와 히로이에
- 이와쿠니번
- 조슈번

## 참고 문헌
- 《日本史広辞典(일본사광사전)》야마카와 출판사 1997년